# فرودگاه لیدر
فرودگاه لیدر (به انگلیسی: Leader Airport) یک فرودگاه همگانی است که یک باند فرود آسفالت دارد و طول باند آن ۹۱۴ متر است. این فرودگاه در کشور کانادا قرار دارد و در ارتفاع ۶۷۱ متری از سطح دریا واقع شده است.